# Paracas (ciutat)
Paracas és una ciutat portuària de la costa central peruana, capital de l'homònim petit districte. Es troba a l'est d'una petita badia al nord de la península de Paracas, 22 km al sud de Pisco. Queda a 75 km d'Ica i a 261 km de Lima. El seu clima té una temperatura mitjana anual de 22 °C i és majorment assolellat. És un territori molt ventós amb forts corrents d'aire portadors de sorra, coneguts com a paracas, que tenen una velocitat mitjana de 15 km/h i amb màximes de 32 km/h.
El 7 de setembre del 1820 en aquesta ciutat es va produir el desembarcament dels sis navilis de l'Exèrcit Llibertador al comandament del general José de San Martín com a part de l'Expedició llibertadora del Perú.
Les principals atraccions d'aquest balneari són el seu clima agradable, la seva platja, les seves residències a la vora del mar, el club nàutic, l'hotel i els seus restaurants de típica gastronomia local i marina a base de peixos i mariscs. També es poden veure restes de la cultura Paracas.
Des del seu port de pesca s'inicien les excursions per a visitar les illes Ballestas i illes Chincha. Així mateix, dins dels seus límits es troba la Reserva Nacional de Paracas.